# Jacob Ellehammer
Jacob Christian Hansen Ellehammer (ur. 14 czerwca 1871 w Bakkebølle, zm. 20 maja 1946 w Kopenhadze) – duński zegarmistrz, konstruktor pierwszych silników lotniczych.

## Praca zawodowa

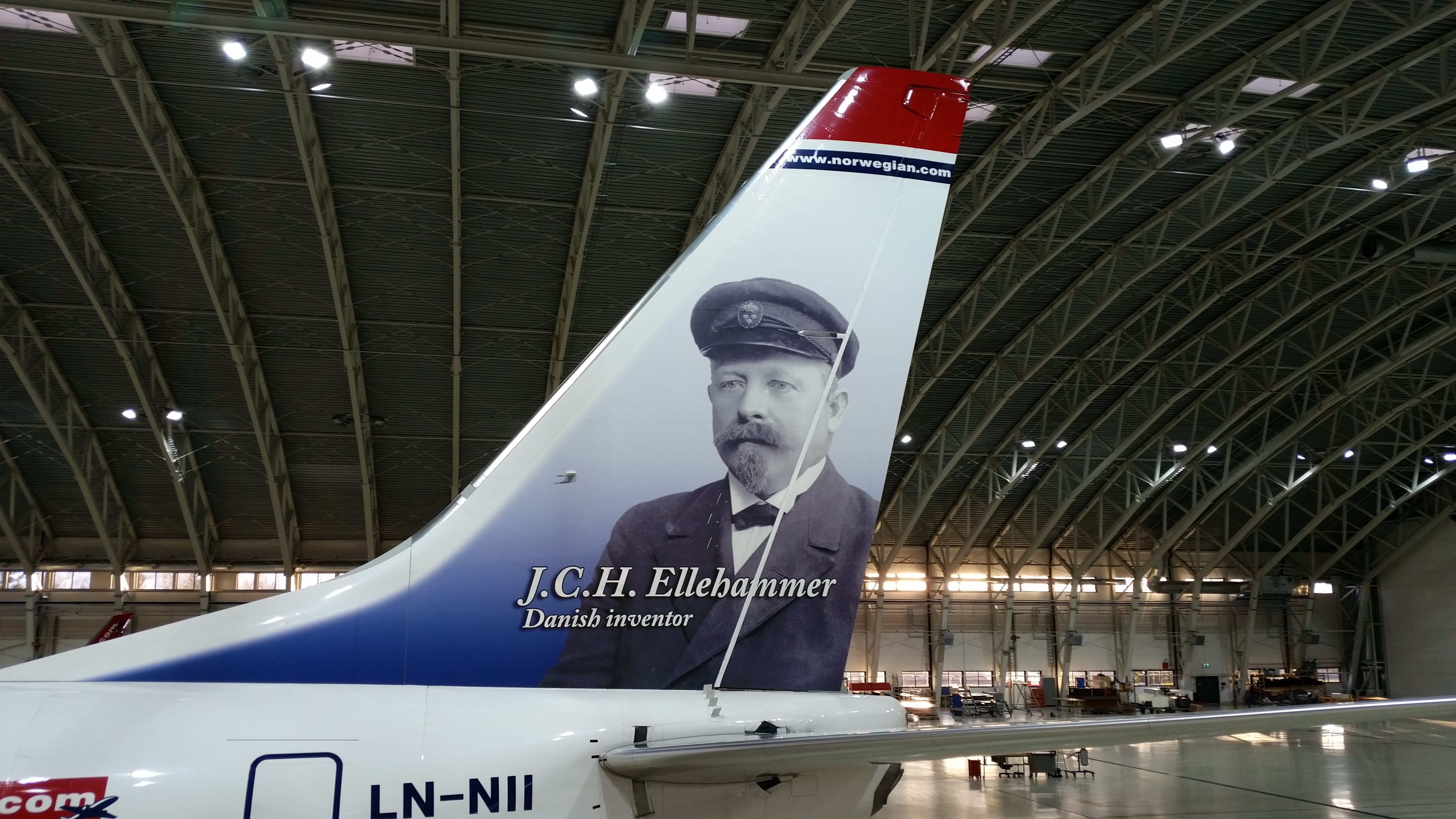
Jacob Ellehammer na ogonie samolotu pasażerskiego linii Norvegian (2015)

Przed przeprowadzką do Kopenhagi konstruował mechanizmy do zegarków. W 1898 roku już w Kopenhadze zarejestrował firmę zajmującą się produkcją m.in. urządzeń do produkcji papierosów, napojów i płyt gramofonowych. W późniejszych latach rozpoczął produkcję silników do motocykli. Jego projekt silnika umieszczonego pod siedzeniem kierowcy wyprzedził o 40 lat późniejszą analogiczną konstrukcję zastosowaną w skuterach Vespa. Jednak największym osiągnięciem technicznym, z którego został zapamiętany na całym świecie, są pierwsze silniki lotnicze. 12 września 1906 roku został pierwszym Europejczykiem, który dokonał lotu pojazdem z silnikiem mechanicznym. Lotu dokonał na małej wyspie Lindholm, przeleciał tam 421 metrów na wysokości 50 centymetrów. Udany eksperyment Ellehammera dał początek gwałtownemu rozwojowi lotnictwa w Skandynawii. Powstawały pierwsze szkoły dla entuzjastów nowego transportu, a cztery lata po pierwszym udanym locie Ellehammera dokonano przelotu nad Sundem – cieśniną morską pomiędzy Danią i Szwecją. Ellehammer jest również znany z gaźnika benzynowego i parafinowego. Firma stworzona przez Jacoba Ellehamera jest częścią koncernu IronPump – produkującego pompy wodne, wykorzystywane przede wszystkim w przemyśle stoczniowym i wydobywczym. W ramach promocji duńskiej myśli technicznej produkowane są również walizki i akcesoria podróżne pod marką Ellehammer, w Polsce sprzedawane m.in. w duńskich dyskontach Netto. W 2015 roku linie Norvegian uhonorowały wynalazcę umieszczeniem jego podobizny na ogonach kilku samolotów pasażerskich.